# Baron Fermanagh
Baron Fermanagh ist ein erblicher britischer Adelstitel, der je einmal in der Peerage of Ireland und in der Peerage of the United Kingdom geschaffen wurde.

## Verleihungen
In erster Verleihung wurde der Titel Baroness Fermanagh am 13. Juni 1792 in der Peerage of Ireland für Mary Verney geschaffen. Sie war eine Enkelin des Ralph Verney, 1. Earl Verney. Da sie unverheiratet und kinderlos war, erlosch ihr Titel bei ihrem Tod am 15. November 1810.
In zweiter Verleihung wurde am 13. Januar 1876 in der Peerage of the United Kingdom der Titel Baron Fermanagh, of Lisnaskea in the County of Fermanagh, an John Crichton, 3. Earl Erne verliehen. Er führte bereits die zur Peerage of Ireland gehörenden Titel 3. Earl Erne, 3. Viscount Erne und 4. Baron Erne.

## Liste der Barone Fermanagh

### Barone Fermanagh, erste Verleihung (1792)
- Mary Verney, 1. Baroness Fermanagh (1737–1810)

### Barone Fermanagh, zweite Verleihung (1876)
- John Crichton, 3. Earl Erne, 1. Baron Fermanagh (1802–1885)
- John Crichton, 4. Earl Erne, 2. Baron Fermanagh (1839–1914)
- John Crichton, 5. Earl Erne, 3. Baron Fermanagh (1907–1940)
- Henry Crichton, 6. Earl Erne, 4. Baron Fermanagh (1937–2015)
- John Crichton, 7. Earl Erne, 5. Baron Fermanagh (* 1971)

Titelerbe (Heir Presumptive) ist ein Onkel zweiten Grades des aktuellen Titelinhabers, Charles Crichton (* 1953).